# Siegfried Schulz (Theologe)
Siegfried Schulz (* 28. Juni 1927; † 10. Juli 2000) war ein deutscher Theologe und Hochschullehrer, Professor für Neues Testament an der Universität Zürich.

## Leben und Wirken
Siegfried Schulz studierte Evangelische Theologie an der Kirchlichen Hochschule Wuppertal und den Universitäten Tübingen und Kiel. Im Jahre 1953 promovierte er an der Christian-Albrechts-Universität zu Kiel zum Dr. theol. Seine Habilitation erfolgte 1957 an der Universität Erlangen-Nürnberg. Dort lehrte er als Privatdozent, bis er im Wintersemester 1961/62 zunächst als außerordentlicher Professor an die Universität Zürich berufen wurde. Nachdem er eine Berufung an die Universität Kiel abgelehnt hatte, wurde Schulz 1964 Ordinarius für Neues Testament an der Universität Zürich. Dieses Amt hatte er bis zu seinem Eintritt in den frühzeitigen Ruhestand 1987 inne. Danach lebte er in München.
In seinen wissenschaftlichen Arbeiten widmete sich Schulz vor allem dem Johannes-Evangelium und der Logienquelle Q.

## Veröffentlichungen (Auswahl)
- Untersuchungen zur Menschensohn-Christologie im Johannesevangelium. Zugleich ein Beitrag zur Methodengeschichte der Auslegung des 4. Evangeliums. Vandenhoeck & Ruprecht, Göttingen 1957 (= Dissertation an der Universität Kiel).
- Komposition und Herkunft der Johanneischen Reden (= Beiträge zur Wissenschaft vom Alten und Neuen Testament, Bd. 81). Kohlhammer, Stuttgart 1960 (= Habilitationsschrift an der Universität Erlangen-Nürnberg).
- Die Stunde der Botschaft. Einführung in die Theologie der vier Evangelien. Furche-Verlag, Hamburg 1967 (2. Aufl. 1970, ISBN 3-7730-0015-4).
- Q, die Spruchquelle der Evangelisten. Theologischer Verlag, Zürich 1972, ISBN 3-290-11305-1.
- Gott ist kein Sklavenhalter. Die Geschichte einer verspäteten Revolution. Furche-Verlag, Zürich u. a. 1972, ISBN 3-7179-2102-9.
- Die Mitte der Schrift. Der Frühkatholizismus im Neuen Testament als Herausforderung an den Protestantismus. Kreuz Verlag, Stuttgart 1976, ISBN 3-7831-0479-3.
- Das Evangelium nach Johannes. Übersetzt und erklärt von Siegfried Schulz (= Neues Testament Deutsch – neues Göttinger Bibelwerk, Bd. 4). 16. Aufl. Vandenhoeck & Ruprecht, Göttingen 1987, ISBN 3-525-51312-7.
- Neutestamentliche Ethik. Theologischer Verlag, Zürich 1987, ISBN 3-290-11584-4.